# Neocalyptis owadai
Neocalyptis owadai Kawabe, 1992 è una falena appartenente alla famiglia Tortricidae, endemica di Taiwan.